# Geddes
Geddes is een plaats (city) in de Amerikaanse staat South Dakota, en valt bestuurlijk gezien onder Charles Mix County.

## Demografie
Bij de volkstelling in 2000 werd het aantal inwoners vastgesteld op 252.
In 2006 is het aantal inwoners door het United States Census Bureau geschat op 245, een daling van 7 (-2,8%).

## Geografie
Volgens het United States Census Bureau beslaat de plaats een oppervlakte van
1,6 km², geheel bestaande uit land. Geddes ligt op ongeveer 489 m boven zeeniveau.

## Plaatsen in de nabije omgeving
De onderstaande figuur toont nabijgelegen plaatsen in een straal van 28 km rond Geddes.